# فیدلیتی نشنال فایننشل
فیدلیتی نشنال فایننشل (انگلیسی: Fidelity National Financial) شرکت خدمات مالی آمریکایی است، که در سال ۱۸۴۷ تأسیس شد.